# Schulmädchen ’84
Schulmädchen ’84 ist ein deutscher Erotik-Episodenfilm von Niki Müllerschön.

## Handlung
In elf Episoden werden (fiktive) Sexabenteuer und erste sexuelle Erfahrungen von Jugendlichen in der damaligen Bundesrepublik nacherzählt. Da ist zum Beispiel die hübsche Susi, die abends den letzten Bus nach Hause verpasst hat und nun per Anhalter trampen muss. Dass der Herr im Wagen mehr von ihr will, als sie nur einfach mitnehmen, kommt ihr erst später in den Sinn. Der schüchterne Jürgen lässt sich von seinem älteren Bruder zu einem Bordellbesuch überreden, auf dass er endlich mal sexuelle Erfahrungen sammeln möge. Sebastian wiederum hat deutlich zu viel Alkohol intus, so dass bei ihm im Bett derzeit rein nichts läuft. Daraufhin sorgen zwei hübsche Blondinen, dass der Junge erstmal ein kaltes Bad nimmt, um wieder nüchtern zu werden. Rainer wiederum wird das Opfer eines klassischen Pennälerulks: Während er unter der Dusche steht, stibitzen ihm einige seiner Klassenkameraden seine Klamotten. Mit einer Papiertüte um seine Genitalien gehüllt, schleicht er durch die Waschräume, findet aber anstatt seiner Kleidung seine Turnlehrerin, die gerade ebenfalls unter der Dusche steht, und hat mit ihr Geschlechtsverkehr.

## Produktionsnotizen
Schulmädchen ’84 entstand 1983 und wurde am 6. April 1984 uraufgeführt.

## Rezeption
„Elf witzige und spritzige Episoden zeigen erste Erfahrungen und Probleme in Sachen Liebe Zweierbeziehungen und Sex.“

Im Filmdienst heißt es: „Auf Tempo und modischen Schick angelegter Unterhaltungsfilm voller Klischees.“